# Chiesa dei Santi Pietro e Paolo (Pisticci)
La chiesa dei Santi Pietro e Paolo è la principale chiesa dell'abitato di Pisticci, in provincia di Matera e arcidiocesi di Matera-Irsina, ed è intitolata ai santi Pietro e Paolo.

## Storia
Sorge sui resti di una chiesa preesistente del 1212, di cui rimane il campanile con due ordini di bifore, successione di archetti a tutto sesto al cornicione e merlato sulla sommità, e sul cui sedimento è stata costruita tutta la navata sinistra.
L'attuale edificio fu terminato nel 1542, con la costruzione di altre due navate oltre a quella della chiesa precedente, ed è opera dei mastri Pietro e Antonio Laviola, fratelli mantovani in fuga dalla loro città natale perché accusati di omicidio che si stabilirono a Pisticci.
L'edificio ha una mole impressionante, le fondamenta vanno molto in profondità nel terreno, tanto che la chiesa è uscita indenne da ben due frane, di cui una di dimensioni catastrofiche nel 1688, e addirittura risulta molto probabile che sia stata proprio la mole della stessa a fermare il fronte franoso, e l'altra nel marzo del 1973 che lasciò sospesi nel vuoto i portali delle navate dopo il crollo dell'intero sagrato.
La chiesa madre ha sempre avuto una notevole rilevanza e acquisì i titoli di  "matrice" e "insigne".

## La struttura

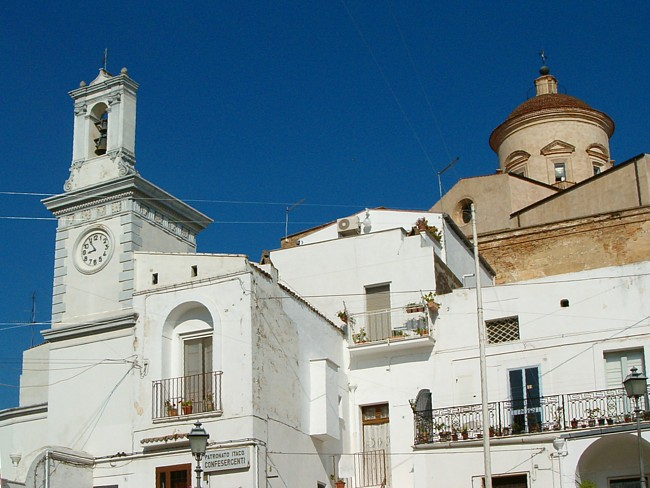
La cupola della chiesa, sullo sfondo

La chiesa è di stile romanico-rinascimentale, con tetto a doppio spiovente e pianta a croce latina, si compone di tre navate e all'incrocio tra la navata principale e il transetto si erge una grande e alta cupola emisferica, su cui si aprono otto grandi finestroni. A separazione delle navate sorgono 16 massicce colonne che sorreggono archi a tutto sesto, reggenti a loro volte le volte a botte delle navate. La navata centrale è introdotta dal maestoso portale e da ambo le estremità della navata centrale e del transetto è situato un rosone. Ampi finestroni si trovano lungo i muri laterali.
Le volte presentano vari affreschi e, prima del restauro, erano interamente affrescate a cielo stellato.
Le navate laterali ospitano cappelle e altari barocchi che furono edificati sopra gli ipogei dove venivano seppellite personalità importanti nella vita del paese. Gli altari sono intagliati in legno e dorati, con incastonate tele o statue di cartapesta di Salvatore Sacquegna.
Nella navata sinistra sono situate la cappella di San Carlo Borromeo, la cappella dei Santi Martiri, la cappella della Madonna del Carmine, la cappella del Corpus Domini, la cappella di San Rocco, la cappella dell'Addolorata e la statua della Pietà. In fono alla navata una scala conduce alla cripta sotterranea che ospita il presepe monumentale in cartapesta.
La cappella dei Santi Martiri consiste in un altare ospitante un armadietto in legno decorato contenente quattro reliquie di martiri contenute in un'urna di vetro con sopra il busto veneziano del santo a cui appartiene. In origine le reliquie erano sette, ma tre di queste furono rubate alla fine degli anni ottanta.
Nella navata destra si trovano la statua di San Vito, la cappella dello Spirito Santo, la cappella della Madonna Assunta, la cappella del Crocifisso, la cappella di Sant'Anna, la cappella della Madonna del Rosario, la cappella di Santa Lucia e, in fondo alla navata, la cappella dei Sacramenti.
Nella navata centrale sono invece situati il battistero in legno raffigurante scene del battesimo di Gesù e il pulpito su cui sono scolpite le immagini dei santi Pietro e Paolo e degli evangelisti.
L'altare maggiore barocco riccamente ornato è circondato da un coro di tipo monastico e sovrastato da una balconata in legno che ospita l'imponente struttura in legno intagliato e decorato dove trovano posto le canne dell'organo.
Dietro all'altare, tramite una porticina si accede alla sacrestia, con arredi e rivestimenti settecenteschi, come armadietti e cassapanche in legno policromo e che ospita l'archivio della parrocchia.
Alle pareti si notano alcune tele di stampo caravaggesco attribuite a Domenico Guarino del XVIII secolo tra cui quelle rappresentanti la Madonna del Carmine e la Madonna del Pozzo e altre raffiguranti i Misteri del Rosario.
Alcuni oggetti di straordinario valore, come i lampadari in argento, sono misteriosamente scomparsi dopo il controverso restauro dei primi anni novanta.